# 1977 na ciência

## Eventos
- 7 de fevereiro - lançamento da Soyuz 24.
- 20 de agosto - Lançada a Voyager 2.
- 15 de agosto - detecção do Sinal Wow!
- Lançado o primeiro microcomputador moderno, o Apple 2.

## Nascimentos
| Data           | Nome              | Profissão   | Nacionalidade | Observações | Ref |
| -------------- | ----------------- | ----------- | ------------- | ----------- | --- |
| 6 de fevereiro | Orkut Büyükkökten | informático | Turquia       |             |     |

## Mortes
| Data           | Nome                          | Profissão              | Nacionalidade   | Observações                                                                                 | Ref                     |
| -------------- | ----------------------------- | ---------------------- | --------------- | ------------------------------------------------------------------------------------------- | ----------------------- |
| 5 de fevereiro | Oskar Klein                   | físico                 | Suécia          | n. 1894 Medalha Max Planck 1959                                                             | [ 1 ]                   |
| 2 de maio      | Roman Kozlowski               | geólogo e paleontólogo | Polónia         | n. 1889 Medalha Wollaston 1961                                                              | [ 2 ]                   |
| 6 de maio      | William Grey Walter           | cientista              | Estados Unidos  | n. 1910                                                                                     |                         |
| 16 de junho    | Wernher von Braun             | cientista e engenheiro | Alemanha        | n. 1912                                                                                     |                         |
| 18 de junho    | Elísio de Moura               | médico psiquiatra      | Portugal        | n. 1877                                                                                     |                         |
| 26 de julho    | Oskar Morgenstern             | economista             | Áustria         | n. 1902                                                                                     |                         |
| 29 de julho    | Pierre Clastres               | antropólogo            | França          | n. 1934                                                                                     |                         |
| 6 de setembro  | John Edensor Littlewood       | matemático             | Reino Unido     | n. 1885 Medalha Copley 1958 Medalha De Morgan 1938 Medalha Real 1929 Medalha Sylvester 1943 | [ 3 ] [ 4 ] [ 5 ] [ 6 ] |
| 16 de novembro | Luiz Saldanha                 | biólogo marinho        | Portugal        | n. 1937                                                                                     |                         |
| 2 de dezembro  | Ilia Vekua                    | matemático             | União Soviética | n. 1907 Prémio Lenin 1963                                                                   |                         |
| ??             | Mário Augusto da Silva        | cientista              | Portugal        | n. 1901                                                                                     |                         |
| ??             | Othon Henry Leonardos, Senior | engenheiro e geólogo   | Brasil          | n. 1899                                                                                     |                         |

## Prémios

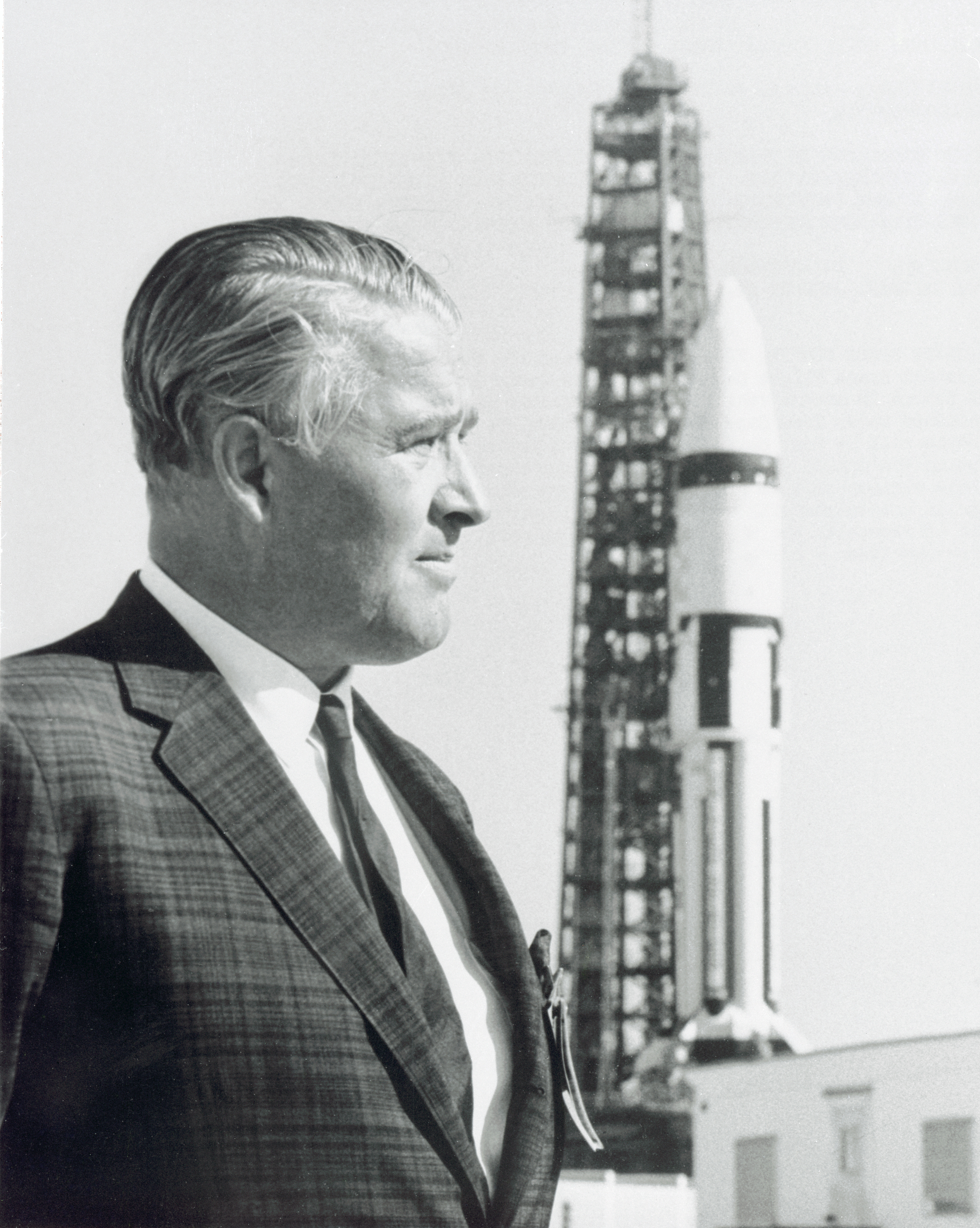
Wernher von Braun
(1912 - 1977)

### Medalha Bigsby
- Brian Frederick Windley[7]

### Medalha Bruce
- Bart J. Bok[8]

### Medalha Copley
- Frederick Sanger[3]

### Medalha Davy
- Alan Rushton Battersby[9]

### Medalha Hughes
- Antony Hewish[10]

### Medalha de Ouro Lomonossov
- Mikhail Lavrentyev[11] e Linus Pauling[11]

### Medalha Real
- John Bertram Adams[12], Hugh Esmor Huxley[12] e Peter Hirsch[12]

### Prêmio Albert Lasker de Pesquisa Médica Básica
- Bengt Samuelsson[13]

### Prémio Nobel
- Física - Philip Warren Anderson[14], Nevill Francis Mott[14], John Hasbrouck Van Vleck[14].
- Química - Ilya Prigogine[15].
- Medicina - Roger Guillemin[16], Andrew V. Schally[16], Rosalyn Yalow[16].
- Economia - Bertil Ohlin[17] e James E. Meade[17].